# جک خسیس
جک اولانترن خسیس (انگلیسی: Stingy Jack)، که با نام‌های جک اسمیت، جک مست، جک فلکی یا جک فانوس نیز شناخته می‌شود، یک شخصیت افسانه‌ای است که گاهی با هالووین همراه می‌شود و در عین حال نقش طلسم تعطیلات را نیز ایفا می‌کند. «کدوی هالووین» ممکن است از این شخصیت گرفته شده باشد.